# Brackebuschite
La brackebuschite (simbolo IMA: Bbs) è un raro minerale del supergruppo omonimo; appartiene alla famiglia dei "fosfati, arseniati e vanadati" e possiede composizione chimica Pb2Mn3+(VO4)2(OH).

## Etimologia e storia
Brackebuschite è un nome che fu scelto da A. Döring nel 1880 in onore del mineralogista e geologo tedesco Ludwig Brackebusch (1849-1906), professore di mineralogia all'Università di Córdoba (nell'omonima città, Argentina) e autore di numerosi articoli sui minerali argentini.

## Classificazione
La classica nona edizione della sistematica dei minerali di Strunz, aggiornata dall'Associazione Mineralogica Internazionale (IMA) fino al 2009, elenca la brackebuschite nella classe "8. Fosfati, arseniati, vanadati" e da lì nella sottoclasse "8.B Fosfati, ecc., con anioni aggiuntivi, senza H2O"; questa viene suddivisa più finemente in base alla dimensione dei cationi coinvolti e al rapporto tra anione idrossile e gruppo RO4 (dove in questo caso R=V), in modo tale da trovare la brackebuschite nella sezione "8.BG Con cationi di media e grande dimensione, (OH, ecc.):RO4 = 0,5:1" dove forma il sistema nº 8.BG.05 insieme ad arsentsumebite, bearthite, arsenbrackebuschite, bushmakinite, calderónite, feinglosite, gamagarite, goedkenite, tokyoite e tsumebite.
Tale classificazione resta invariata anche nell'edizione successiva, proseguita dal database "mindat.org" e chiamata Classificazione Strunz-mindat, nella quale all'interno del sistema 8.BG.05 fanno la loro comparsa anche il minerale ferribushmakinite, un possibile analogo dell'arsenico della tokyoite e un minerale ancora senza nome designato come UM1994-19-PO:CuHMoPb.
Nella Sistematica dei lapis (Lapis-Systematik) di Stefan Weiß la brackebuschite si trova nella classe dei "fosfati, arseniati e vanadati" e nella sottoclasse dei "fosfati anidri, con anioni estranei F,Cl,O,OH"; qui è nella sezione dei "cationi medi e grandi: Mg-Cu-Zn e Ca-Na-K-Ba-Pb; gruppo della brackebuschite" dove forma il sistema nº VII/B.24 insieme ad arsenbrackebuschite, arsentsumebite, bearthite, bushmakinite, calderónite, canosioite, feinglosite, ferribushmakinite, gamagarite goedkenite, grandaite, jamesite, lulzacite, tokyoite e tsumebite.
Anche nella sistematica dei minerali secondo Dana, usata principalmente nel mondo anglosassone, la brackebuschite è nella famiglia dei "fosfati, arseniati e vanadati"; qui è nella classe dei "fosfati [arseniati e vanadati] idrati" e nella sottoclasse dei "fosfati [arsentiati e vanadati] idrati con A2+(B2+)2(XO4) • x(H2O)", dove forma il "gruppo della brackebuschite" con il sistema nº 40.02.08 insieme all'arsenbrackebuschite.

## Abito cristallino
La brackebuschite cristallizza nel sistema monoclino nel gruppo spaziale P21m (gruppo nº 11) con i parametri reticolari a = 8,88 Å, b = 6,155 Å, c = 7,681 Å e β = 111,5°, oltre ad avere 2 unità di formula per cella unitaria.

## Origine e giacitura
La brackebuschite è un minerale secondario assai raro ed è stata trovata nella zona ossidata dei depositi idrotermali di piombo-zinco. La paragenesi è con cerussite, descloizite, vanadinite e wulfenite.
La brackebuschite è stata trovata in poco più di una quindicina di siti sparsi per il mondo. Qui si ricorda solo la sua località tipo, la miniera "Venus" nel Dipartimento di Minas (provincia di Córdoba, Argentina).

## Forma in cui si presenta in natura
La brackebuschite forma solitamente cristalli aciculari, allungati e striati parallelamente a [010], ma possono anche essere a forma di listello o cuneiformi, appiattiti su {001} di dimensioni fino a 1,5 mm. Il minerale è da traslucido a opaco con lucentezza semi vitrea, resinosa o semi metallica; il colore va dal marrone scuro al nero e diventa marrone rossastro in luce trasmessa, mentre il colore del suo striscio sulla mattonella di prova è giallo.

## Proprietà chimico fisiche
La brackebuschite è molto solubile in acido cloridrico (HCl), un po' meno in acido nitrico (HNO3).
Il minerale mostra un visibile pleocroismo con quasi assenza di colore lungo {\displaystyle x}, marrone rossastro scuro lungo {\displaystyle y} e marrone rossastro lungo {\displaystyle z}.